# Парфёновское муниципальное образование (Иркутская область)
Парфёновское муниципальное образование — муниципальное образование со статусом сельского поселения в 
Черемховском районе Иркутской области России. Административный центр — посёлок Парфёново.

## Демография
По результатам Всероссийской переписи населения 2010 года 
численность населения муниципального образования составила 2108 человек, в том числе 1048 мужчин и 1060 женщин.

## Населенные пункты
В состав муниципального образования входят населённые пункты:
- Парфёново
- Гавриловская
- Герасимова
- Гымыль
- Жернакова
- Исакова
- Малая Ленская
- Мотова
- Русская Аларь
- Савинская
- Сарапулова
- Средняя
- Сутупова
- Тарбажи
- Топка
- Тюмень
- Хорьки[2]